# Beauce la Romaine
Beauce la Romaine – gmina we Francji, w Regionie Centralnym, w departamencie Loir-et-Cher. W 2013 roku liczba ludności na terenie obecnej gminy wynosiła 3449 mieszkańców. 
Gmina została utworzona 1 stycznia 2016 roku z połączenia siedmiu wcześniejszych gmin: La Colombe, Membrolles, Ouzouer-le-Marché, Prénouvellon, Semerville, Tripleville oraz Verdes. Siedzibą gminy została miejscowość Ouzouer-le-Marché.